# 大森健司
大森 健司（おおもり　けんじ、1976年3月18日 - ）は、日本の俳人。俳句結社「森」主宰。京都国際文化協会理事。京都市芸術文化協会会員。

## 略歴・人物
京都府京都市西陣出身。母は俳人の大森理恵。同志社大学文学部を卒業。
6歳より作句を開始。角川春樹に師事し、1985年より2009年まで俳句結社「河」に所属した。その間に結社賞である河新人賞、河賞、角川春樹賞を受賞。
1999年、角川春樹事務所に入社。月刊『俳句現代』編集長代理（編集長は角川春樹）、幻戯書房編集長、中村獅童事務所代表を歴任。
1999年に第1回俳句現代賞を受賞。選考委員は飯島耕一、辻井喬、角川春樹。同授賞式にて選考委員の辻井喬は「選考委員全員の票が入り、満場一致で決定した。二十代の若き俳人が誕生したが、これからの活躍に期待したい」と激賞した。2007年に第一句集『あるべきものが…』（日本一行詩協会刊）を刊行。翌2008年、同句集にて第1回日本一行詩大賞新人賞を受賞（日本一行詩協会主催、読売新聞社後援、選考委員は辻井喬、加藤郁乎、福島泰樹）。
2012年、俳句結社「森」（顧問に森村誠一、鎌田敏夫）を設立して独立した。
俳句結社「森」会員に2017年より国際政治学者の村田晃嗣。2019年より京都大学名誉教授心理学者のやまだようこ。

## 著作
- 『あるべきものが…』（2007年9月、日本一行詩協会）